# Heinz Bürgel
Heinz Bürgel (* 12. November 1918 in Cuxhaven; † 30. Juni 1983) war ein deutscher Diplomat. Er war von 1973 bis 1975 der erste Botschafter der Deutschen Demokratischen Republik (DDR) in der Jemenitischen Arabischen Republik (JAR).

## Leben
In den ersten Nachkriegsjahren war Bürgel zunächst Mitarbeiter des Ministeriums für Handel und Versorgung des Landes Sachsen. Er studierte von 1949 bis 1950 an der Deutschen Verwaltungsakademie. 1954 leitete er die Pressestelle des Magistrats von Berlin. Von 1955 bis 1961 war er Abteilungsleiter in der Kammer für Außenhandel der DDR. 1962/63 studierte er an der Hochschule für Ökonomie Berlin und erwarb das Diplom („Die Bildung gemischter Kammern als Mittel für den Ausbau der friedlichen Handelsbeziehungen der DDR mit dem kapitalistischen Wirtschaftsgebiet“). Ab 1963 war Bürgel vorwiegend im diplomatischen Dienst tätig, bis 1967 als Handelsrat und Stellvertreter des Generalkonsuls am Konsulat der DDR in der Jemenitischen Arabischen Republik in Sanaa. 
Bürgel gab anlässlich des 15. Jahrestages der DDR im Oktober 1964 in Sanaa einen Empfang, an dem Vizepräsident Amary, der stellvertretende Ministerpräsident Eriany, der Verteidigungsminister Dafel, der Minister für Sicherheit, Abdul Waser, sowie die Stellvertreter der Minister für Post- und Fernmeldewesen, für Inneres und für Arbeit teilnahmen.
Zwischen 1967 und 1973 war Bürgel als wissenschaftlicher Mitarbeiter im Ministerium für Auswärtige Angelegenheiten der DDR tätig. Nachdem die DDR und die JAR im Dezember 1972 vollständige diplomatischen Beziehungen aufgenommen hatte, wurde Bürgel am 6. Juli 1973 vom Vorsitzenden des Staatsrates der DDR, Walter Ulbricht, zum Botschafter der DDR in der JAR ernannt. Am 18. Juli überreichte Bürgel dem Vorsitzenden des Präsidialrates der JAR, Abdul Rahman al-Iriani, sein Beglaubigungsschreiben. Bürgel blieb bis 1975 Botschafter in der JAR. Anschließend war er als Abteilungsleiter im Staatssekretariat für Berufsbildung der DDR tätig.
Bürgel war Mitglied der Sozialistischen Einheitspartei Deutschlands (SED). Er starb im Alter von 64 Jahren und wurde auf dem Berliner Friedhof, Rudower Straße 23, beigesetzt.

## Auszeichnungen
- Verdienstmedaille der DDR